# Homenatge a Joan Miró
Homenatge a Joan Miró és una obra de l'escultor Ricard Vaccaro ubicada a la plaça de Joan Miró i Ferrà del Barri d'Almeda, a Cornellà de Llobregat. Fou instal·lada l'any 1993.
És un dels monuments més destacats de la població gràcies a les seves grans dimensions (mesura 20 x 50 metres i pesa 60 tones), pel seu emplaçament i originalitat.
Segons l'autor, l'obra s'inspira en un far pel paper de Joan Miró com artista de referència del segle xx. Els quatre cables que uneixen els dos elements són un element simbòlic de la catalanitat de Miró i contribueixen a donar sensació de dinamisme i tensió al conjunt. Alhora que la lleugeresa del conjunt li proporciona l'anella superior.